# Exsel Authentic Hotels
 (mars 2019).

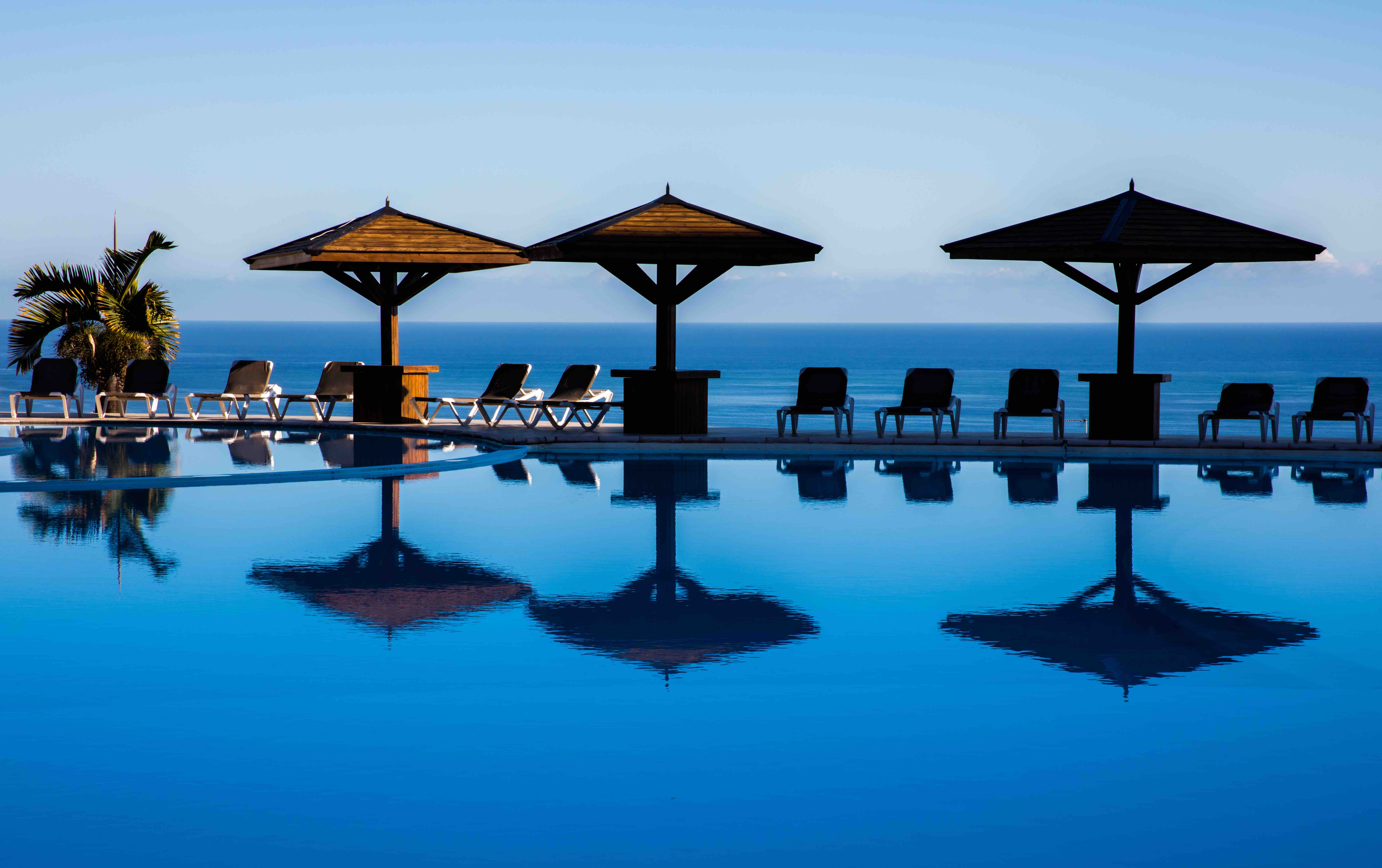
Vue sur l'Océan Indien depuis la piscine de l'Hôtel Créolia à Saint-Denis de La Réunion

Exsel Authentic Hotels est un groupe hôtelier français basé à Saint-Paul, sur l'île de La Réunion. Fondé en 2012 par Alexandra et Yann Le Febvre, le groupe gère huit établissements hôteliers et huit restaurants en 2023.

## Établissements

### Hôtels
- L'Alamanda à Saint-Paul. L'établissement est le premier des fondateurs du groupe ;
- L'Exsel Créolia à Saint-Denis.
- L'Exsel Ermitage à Saint-Paul ;
- Le Floralys à L'Étang-Salé ;
- Les Roseaux des Sables à L'Étang-Salé ;
- Le Victoria à Saint-Pierre ;
- L'Austral à Saint-Denis ;
- Le Terre-Sainte à Saint-Pierre

### Restaurants
- La Marmite à Saint-Paul.